# El Acebo (Corvera)
El Acebo (en asturiano y oficialmente: L'Acebo)
es una casería que pertenece a la parroquia de Cancienes en el concejo de Corvera de Asturias (Principado de Asturias). Se encuentra a 210 m s. n. m. y está situada a 2,30 km de la capital del concejo, Nubledo.

## Población
En 2020 contaba con una población de 3 habitantes (INE 2020) repartidos en 2 viviendas.